# 赤瀬川原平
赤瀬川 原平（あかせがわ げんぺい、本名：赤瀬川 克彦（あかせがわ かつひこ）、1937年3月27日 - 2014年10月26日）は、日本の前衛美術家、随筆家、作家。
純文学作家としては尾辻 克彦（おつじ かつひこ）というペンネームがある。「尾辻」は父方の親戚の苗字に由来する。

## 人物
神奈川県横浜市中区本牧町生まれ。愛知県立旭丘高等学校美術科卒業。武蔵野美術学校（現武蔵野美術大学）油絵学科中退。
兄は直木賞作家の赤瀬川隼。姉の赤瀬川晴子は帽子作家。また、外交官の西春彦は父のいとこにあたる。姪（隼の長女）は『人麻呂の暗号』の著者である藤村由加の一人。
2006年4月より、武蔵野美術大学日本画学科の客員教授を務めていた。

## 経歴

### 生い立ち
父親は鹿児島県出身で倉庫会社勤務のサラリーマン。「赤瀬川骨茶」という俳号で俳句も詠んだ。母親は東京府出身。原平は6人兄弟姉妹の下から2番目。兄弟はみな芸術的なことが好きで、原平はとくに絵が好きだった。一家は父親の転勤であちこちに移り、原平は幼稚園時代から大分県大分市で育つ。
幼少は内気な引っ込み思案で寝小便の癖がなかなか治らず、完全に治ったのは中学3年だった。「おねしょは中学2年生まで毎晩のようにしていて、自分の運命を憎み、死んでしまいたいと思っていた」というコンプレックスが自意識を目覚めさせたと書いている。
1945年、大分市立金池小学校3年生の時に敗戦。父親は職を失い、母親の内職を一家で手伝う。
小学生時代、絵が好きな雪野恭弘（のち画家）と親友になる。雪野とは大分市立上野ヶ丘中学校時代、そして武蔵野美術学校も同窓として交際が続く。中学時代の転校生には、のちにソ連問題の専門家になった木村汎（山村美紗の弟）がいる。
5歳上の兄・赤瀬川隼と磯崎新が旧制中学の同級生で、磯崎が赤瀬川家によく遊びに来ていた。原平が中学生の時、磯崎が創立していた絵の同好会「新世紀群」に雪野とともに参加。ここで4歳年上の吉村益信と知り合う。
大分県立大分舞鶴高等学校に進学して2か月後、一家は名古屋へ引越し、愛知県立旭丘高等学校美術科に転校。油絵を習う。同級生に荒川修作、岩田信市（のち画家、演出家）がいた。
吉村益信の勧めで、吉村が進学した武蔵野美術学校油絵科に進む。だが仕送りは2か月で止まり、サンドイッチマンのアルバイトで食いつなぐ。アルバイト仲間からは本や映画について学んだ。
1956年には、上京していた姉・晴子と一緒に住み、姉の誘いで砂川基地反対闘争に参加する。

### 前衛芸術
「心はいつもアヴァンギャルド」といい、1958年、第10回読売アンデパンダン展に初出品。以後、1964年に同展が終了するまで出品を続ける。詳細は『反芸術アンパン』（ちくま文庫）を参照。
1959年には、数年来の持病の十二指腸潰瘍の手術のため名古屋に戻る。そこで伊勢湾台風に遭遇し、九死に一生を得る。手術により、以後は脂っこいものがあまり食べられなくなる。
1960年、吉村の誘いで「ネオ・ダダイズム・オルガナイザーズ」に参加。赤瀬川は荒川修作をグループに紹介し参加させた。篠原有司男の母親に姓名判断をしてもらったところ「下の名前の画数が足りない」といわれ、「克彦」よりさらに画数が少ない「原平」をペンネームとして採用。赤瀬川は「ヴァギナのシーツ」など、ゴム・チューブを素材としたオブジェを製作した。1962年には、ポスターカラーで描いた絵画「破壊の曲率」でシェル美術賞に入選。
1962年に、松田政男・山口健二・川仁宏らが企画した「自立学校」に学生として参加。
1963年、高松次郎・中西夏之とともにハイレッド・センターを結成。名称は3人の頭文字（高・赤・中）から命名。「首都圏清掃整理促進運動」などのパフォーマンスを行う。詳細は『東京ミキサー計画―ハイレッド・センター直接行動の記録』 (ちくま文庫)を参照。
赤瀬川は個人としても、扇風機などの身の回りの品物を包装紙で梱包する「梱包作品」を制作。このコンセプトは最終的に、缶詰のラベルを缶の内側に貼って宇宙全体を梱包したと称する「宇宙の缶詰」に至る。
この頃、ナム・ジュン・パイク、オノ・ヨーコ、横尾忠則らとも知り合っている。「とくにパイクは、ハイレッド・センターのよき理解者だった」と赤瀬川は「東京ミキサー計画」で書いている。

### 千円札裁判
1963年1月、「千円札の表だけを一色で印刷したもの」（模型千円札）に手を加えたものを作品として発表する。また、千円札を詳細に観察し肉筆で200倍に拡大模写した作品「復讐の形態学」（殺す前に相手をよく見る）を制作し、1963年3月に読売アンデパンダン展に発表した。同1963年に、平岡正明・宮原安春ら「犯罪者同盟」が発行した単行本『赤い風船あるいは牝狼の夜』により、平岡らが猥褻図画頒布で逮捕された際、同著に赤瀬川の「千円札を写真撮影した作品」が掲載されていたことから、赤瀬川の作品は警察の知るところとなる。その後、曲折があり、1965年に「模型千円札」が通貨及証券模造取締法違反に問われ、起訴される。弁護人には瀧口修造といった美術界の重鎮たちが名を連ね、話題となった。1967年6月の東京地方裁判所の一審で「懲役3月、執行猶予1年、原銅版没収」の判決。控訴ののち1970年に執行猶予つきの有罪確定。その後、前衛芸術からは身を引くようにしていく。

### 美学校
「千円札裁判」の事務局長を務めた川仁宏（現代思潮社）が創設した「美学校」では、1970年から1986年まで（1971年は中断）「絵・文字工房」の講師をつとめた。初期は松田哲夫が助手をつとめ、のち元生徒の南伸坊に代わった。
講義内容は、赤瀬川がその時点で熱中していたもの「マッチのラベル絵」「宮武外骨」「考現学」「新聞の尋ね人案内」「トマソン」「1円で何が買えるか」など－であった。その教室からは、平口広美・南伸坊・渡辺和博・泉晴紀・久住昌之・森伸之・上原ゼンジ・まどの一哉・井上則人らのクリエイターが輩出している。なお、南のペンネーム「伸坊」及び渡辺和博のあだ名「ナベゾ」は、宮武外骨の『滑稽新聞』の絵師に由来するものである。

### 櫻画報
『ガロ』1970年6月号に掲載された「お座敷」で漫画家デビュー。1970年代から『朝日ジャーナル』（朝日新聞社）や『月刊漫画ガロ』（青林堂）などで漫画家として活動した。つげ義春の「ねじ式」のパロディである予告漫画「おざ式」（『ガロ』1973年7月号掲載）などを発表した。
『朝日ジャーナル』に連載した『櫻画報』では「櫻画報こそ新聞であり、この周りにある『雑誌状の物』は櫻画報の包み紙である」と主張。最終回（1971年3月19日号）では、「アカイ／アカイ／アサヒ／アサヒ」という国民学校時代の国語教科書の例文をパロディ化し、挿絵の水平線から昇る太陽を『朝日新聞』のロゴに描き換えたイラストを描いた。ヌードの表紙と赤瀬川の「櫻画報」が読者に誤解を与えかねないことを理由として、当該号は自主回収された。この事件で編集長が更迭された他、朝日新聞出版局では61名の人事異動がなされ、『朝日ジャーナル』自体も2週間にわたって休刊した。
その後、『櫻画報』の連載は『ガロ』等で復活し、他にも様々な雑誌を「雑誌ジャック」した。また、松田哲夫・南伸坊とともに結成した「櫻画報社」で「論壇の人間関係図」等を発表した。
また1976年から、『週刊読売』誌上で「全日本満足問題研究会」（赤塚不二夫・赤瀬川原平・奥成達・高信太郎・長谷邦夫）と名乗り「バカなことを真面目にやる」連載を行った。1978年には「赤塚不二夫と全日本満足問題研究会」と名称を変え、LPレコード『ライヴ・イン・ハトヤ』を発表した。

### 純文学作家
篠原勝之の紹介で、中央公論社の文芸雑誌『海』の編集者だった村松友視と知り合い、篠原、南伸坊、糸井重里らとともに毎月村松宅に押しかけ「ムラマツ宴会」と称する飲み会を行った。そうした縁で、村松から「純文学を書いてほしい」と依頼され、『海』に赤瀬川原平名義で「レンズの下の聖徳太子」を発表。しかし理屈っぽすぎたせいかあまり反響はなかった。
つづいて『婦人公論』で赤瀬川にカットの仕事を依頼していた編集者田中耕平に「もっと気楽に書いたら」と助言され、テーマのない身辺小説「肌ざわり」を執筆。名義はペンネームの「尾辻克彦」とする。1979年9月に中央公論新人賞を受賞し、雑誌『中央公論』に掲載された。
『文學界』1980年12月号に発表された短編「父が消えた」で、1981年、第84回芥川賞を受賞。「前科持ち・元犯罪者」が一転して「芥川賞作家」となり、周囲の扱いが激変したという。1983年、「雪野」で野間文芸新人賞を受賞。
裁判の途中に結婚し、裁判の後に赤瀬川は41歳で離婚して幼少の娘と父子家庭を営んでいた（のちに美学校の生徒だった女性と再婚している）。「娘・胡桃子と父親の私」の2人のみが登場する作品が多かったため、中公新人賞の選考委員会では「この作家はホモではないか」という意見がでたという。
この頃嵐山光三郎の紹介で深沢七郎とも交際があり、深沢のラブミー農場で「芥川賞受賞のお祝いパーティー」をしてもらった。
その後、純文学系の文筆活動を尾辻克彦名義で行い、尾辻・赤瀬川の「共著」などを出したりしたが、1994年に発表された小説集『ライカ同盟』を最後に尾辻名を使用することはなくなった。「尾辻克彦」名義で刊行された書籍は、文庫化や再刊時に「赤瀬川原平」名義に変わることがほとんどである。ただし、2005年の河出文庫『父が消えた』『肌ざわり』、2012年の文春文庫での『父が消えた』の電子書籍化など、いまだに尾辻名義が使われる場合もある。

### トマソン・路上観察
1972年、南伸坊・松田哲夫とともに四谷を歩行中、ただ昇って降りるだけの意味不明な階段を発見。これは、階段としてきわめて「純粋」であった（「ある意味で純粋芸術に似ており、まるでもの派のようだ」と言って赤瀬川らは興奮した）。「四谷の純粋階段」、または「四谷怪談」のしゃれで「四谷階段」と称した。その後、いくつかの類例が見つかり、また「美学校・絵文字工房」で紹介すると、生徒からも同様の発見が多く集まった。当時、読売ジャイアンツに高額の契約金で雇われたゲーリー・トマソン選手が役に立たなかったことにちなみ「超芸術トマソン」と命名された。末井昭編集長の『写真時代』の連載を通じて普及活動を行った。
また、トマソンやマンホールの蓋、看板などを発見し考察する、「路上観察学会」を創設。1987年、『東京路上探険記』は講談社エッセイ賞を受賞。後年「路上観察学会」会員の藤森照信（建築史家・建築家、東京大学教授）にみずからの住まいの設計を任せ、屋根に韮を生やした「ニラハウス」を建てた。

### 宮武外骨リバイバル
1967年、漫画評論家石子順造の紹介で、当時東京都立大生だった松田哲夫（のちに筑摩書房に入社して編集者となる）と出会って意気投合。松田とはマッチ箱のラベル絵の収集、宮武外骨の雑誌の収集、今和次郎の考現学の本の収集などを熱中して行う。松田はのちに筑摩書房でちくま文庫を創刊。赤瀬川の著作も多数収録されている。松田とは1985年に『学術小説 外骨という人がいた』を白水社から刊行して宮武外骨リバイバルを仕掛けている。1986年には、赤瀬川と吉野孝雄が編集した『滑稽新聞』の再編集復刻版を筑摩書房より刊行した。
なお、最初に外骨の雑誌『ハート』を赤瀬川に紹介したのは美術評論家の榧野八束（赤塚行雄）で、1967年に荻窪の古本屋で発見して「この珍本は、赤瀬川が所有すべきものだ」と興奮し、赤瀬川を古本屋に呼び寄せて購入させたという。

### 1980 - 90年代
1989年には、勅使河原宏と共同脚本を担当した映画『利休』で、日本アカデミー賞脚本賞を受賞。1993年には『仙人の桜、俗人の桜』で、JTB旅行文学大賞を受賞。
この頃、雑誌ビッグコミックスピリッツの企画連載『馬鹿王』（正確には馬の点が5つ）で「馬鹿王様」のイラストを担当「ホイチョイプロダクションズ いたずらの天才の息子」、「いとうせいこうの盗魂」に次ぐ投稿コーナーとなる（芸術原論展図録に記載無し）。
1996年『新解さんの謎』では、三省堂の『新明解国語辞典』を一人の個性的な人物が著した「読みもの」に見立て話題を集めた。企画を提案した夏石鈴子はSM嬢として登場している。
1997年　藤森照信が「赤瀬川原平氏邸に示されたゆとりとぬくもりの空間創出」で第29回日本芸術大賞（財団法人新潮文芸振興会）を受賞した。
その他にも『月刊天文ガイド』で10年以上にわたる連載を行ったり、カメラ（特に中古カメラやステレオカメラ）に関する著作を多数著し、ライカ同盟や脳内リゾート開発事業団を結成するなど、その活動は幅広い。「ステレオ茶会」も開いていた。
また猫好きでもあり、猫についてのエッセイ集や写真集なども刊行している。

### 老人力
1998年の『老人力』では、高齢化社会が進む中で「老人力」という老人や老いへの新しい視点を提供。「老人力」とは「忘れる力」であり、「耄碌した」「ボケた」と言わず「老人力がついてきた」と表現し、古いものを「中古美品」として大切にする考え方を示した。著作『老人力』は筑摩書房はじまって以来最高のベストセラーとなり、同年末の流行語大賞では最終10候補入りした。なお「老人力」という言葉はもともと、藤森照信が還暦を過ぎた赤瀬川に対して使った言葉であった。
また「老人力」以外にも、人間の弱さを味わいと考え、「貧乏性」研究から『超貧乏ものがたり』を書き、優柔不断についても『優柔不断術』を書いている。

### 死去
2011年に胃癌による全摘手術が行われて以降、脳出血や肺炎などで体調を崩しており療養中であった。
2014年10月25日夜に容体が悪化。翌10月26日、敗血症のため東京都町田市の病院で死去。77歳没。戒名は慈眼院原心和平居士。墓地は北鎌倉の東慶寺にある。2014年末には追悼号となる『アックス』102号が青林工藝舎より刊行された。
生前に「なるほどそうだったのかと思えるのが死の瞬間」と語っていた。

#### 絶筆エッセイ
病気療養中にもエッセイを執筆・発表し、2006年2月2日に創刊された全国の病院や調剤薬局で無料配布される医療健康雑誌『からころ』1号にエッセイ「病人力」を掲載、2号（同年5月10日号）より『病気の窓』として連載開始した。32号（2013年9月18日号）に掲載された第32回「頭に広がる謎の答え」は絶筆（遺作）となり、2014年12月22日発行の37号に追悼特別編として再掲された。
絶筆となった「頭に広がる謎の答え」では「今回は肺炎を患い、春から長期入院をしている。」と述べ、病室のベッドでひとり「なぞなぞ」を考えて笑いつつ、病気が快復に向かうことを信じて願う心情を率直に綴っている。そして「やっぱり人間は笑ってこそのものなのだ。」と締めくくっている。これが文筆家としての赤瀬川の最期の言葉となった。
第1回から23回までは『健康半分』として生前の2011年7月15日に刊行、タイトルは「健康は半分くらいでちょうどいい」に由来する。没後の2015年1月27日、未収録の第32回までの9作を収録した『増補 健康半分』が刊行された。

### 組織
多くの「ナンセンス」で「ユーモラス」な組織の結成に関わっている。
- ネオ・ダダイズム・オルガナイザー（1960年）
- ハイレッド・センター（1963年）
- 千円札裁判懇談会（1965年、事務局長・川仁宏、瀧口修造、中原佑介、針生一郎、三木多聞、ヨシダヨシエ、高松次郎、中西夏之、石子順造、大島辰雄、東野芳明、刀根康尚ら）
- 革命的燐寸主義者同盟（1968年、マッチのラベルの収集を目的として松田哲夫らと結成）
- 革命的珍本寸主義者同盟（1968年、宮武外骨や今和次郎の古書の収集を目的として松田哲夫と結成）
- 娑婆留闘社（1969年、安保闘争で逮捕された人たちの獄舎内に、「獄送劇画通信」と題した赤瀬川のシュールな作品を描いた葉書を送る組織。松田と結成）
- 櫻画報社（1970年、松田哲夫、南伸坊と結成）
- ロイヤル天文同好会（1974年、美学校での弟子、田中ちひろ、鈴木剛らと結成。望遠鏡を使った天体観察を行う会）
- 日本満足問題研究会（1976年、赤塚不二夫、赤瀬川原平、奥成達、高信太郎、長谷邦夫）
- トマソン観測センター（1983年、美学校での弟子鈴木剛、飯村昭彦、田中ちひろらと結成）
- 路上観察学会（1986年）
- 「文人、歌人、怪人」(1989年、武蔵野美術学校の同窓の秋山祐徳太子、アンリ菅野と結成。野山で写生画を描き、展覧会を開くユニット）
- 脳内リゾート開発事業団／ステレオオタク学会（1991年、高杉弾、郷津晴彦、太田孝幸、徳山雅記らと結成。ステレオ写真の愛好団体）
- ライカ同盟（1994年）
- 縄文建築団（1995年、藤森照信、南伸坊らと結成。赤瀬川宅を建築する際に、建築作業を手伝ったことから、藤森設計の建物を建築作業を手伝う、「建築趣味」の素人集団を結成し活動。）
- 日本美術応援団（1996年、美術研究者山下裕二と結成）

#### ヒッポファミリークラブとの関係
赤瀬川は『人麻呂の暗号』の著者である藤村由加の構成メンバーら（4人のうち一人は赤瀬川の姪で赤瀬川隼の長女）が属していた「言語交流研究所」の理事をつとめ、またヒッポファミリークラブ創設者の榊原陽とは前身のラボ教育センター時代からの交流があった。
兄の赤瀬川隼もヒッポファミリークラブ関連組織に勤務し、ラボ教育センターの運営会社のテックに勤務、のちに言語交流研究所（テックから榊原陽らが独立して作ったヒッポファミリークラブの関連組織）に勤務した。

## 著書

### 赤瀬川原平名義
- 『オブジェを持った無産者』現代思潮社 1970（のち『オブジェを持った無産者 赤瀬川原平の文章』として河出書房新社から再刊）
- 『櫻画報 永久保存版』青林堂 1971（のち『桜画報・激動の千二百五十日―赤瀬川原平資本主義共和国』青林堂、のち『櫻画報大全』青林堂 、のち『櫻画報大全』新潮文庫）
- 『絵次元 あいまいな海』大門出版美術出版部 1971
- 『追放された野次馬 思想的変質者の十字路』現代評論社 1972
- 『夢泥棒』学芸書林 1975　のち新風舎文庫
- 『鏡の町皮膚の町 新聞をめぐる奇妙な話』筑摩書房 1976
- 『少年とオブジェ』北宋社 1978　のち角川文庫、ちくま文庫
- 『虚構の神々 超科学紙芝居』青林堂 1978（青林堂から再刊時に『円盤伝説 あの世まであと一歩』と改題）
- 『純文学の素』白夜書房 1982　のちちくま文庫
- 『妄想映画館』駸々堂出版 1984
- 『東京ミキサー計画 ハイレッド・センター直接行動の記録』PARCO出版 1984　のちちくま文庫
- 『いまやアクションあるのみ! 読売アンデパンダンという現象[注 4]』筑摩書房 1985（のちちくま文庫から再刊時に『反芸術アンパン』と改題）
- 『学術小説 外骨という人がいた!』白水社 1985　のちちくま文庫
- 『超芸術トマソン』白夜書房 1985　のちちくま文庫 1987
- 『ニナの力』（絵本 尾辻克彦）ヘキストカプセル 1987
- 『芸術原論』岩波書店 1988　のち同時代ライブラリー、現代文庫
- 『トマソン黙示録』佐谷画廊 1988
- 『超私小説の冒険』岩波書店 1989
- 『科学と抒情』青土社 1989　のち新潮文庫
- 『グルメに飽きたら読む本』新潮社 1989　「ごちそう探検隊」ちくま文庫
- 『千利休 無言の前衛』岩波新書 1990
- 『ちょっと映画に行ってきます』キネマ旬報社 1990
- 『じろじろ日記』毎日新聞社 1990　のちちくま文庫
- 『東ヨーロッパ 村と森のファンタジー 私のナイーブ・アート館』学習研究社 1991
- 『紙がみの横顔』文藝春秋 1992
- 『赤瀬川原平の名画読本 鑑賞のポイントはどこか』光文社カッパ・ブックス 1992　のち知恵の森文庫
- 『ステレオ日記 二つ目の哲学』大和書房 1993
- 『仙人の桜、俗人の桜 にっぽん解剖紀行』日本交通公社出版事業局 1993　のち平凡社ライブラリー
- 『島の時間 九州・沖縄 謎の始まり』平凡社 1993
- 『赤瀬川原平の名画読本 どう味わうか 日本画編』光文社 1993　のち知恵の森文庫
- 『正体不明』東京書籍 1993
- 『イギリス正体不明』東京書籍 1994
- 『猫の宇宙 向島からブータンまで』柏書房 1994
- 『鵜の目鷹の目』日本カメラ社 1994
- 『赤瀬川原平の冒険 脳内リゾート開発大作戦』（編）紀伊国屋書店 1995
- 『ちょっと触っていいですか 中古カメラのススメ』筑摩書房 1995　のち文庫
- 『少年とグルメ』講談社文庫 1993、「少年と空腹　貧乏食の自叙伝」中公文庫 2016
- 『ゴムの惑星』誠文堂新光社 1995
- 『ベルリン正体不明』東京書籍 1995
- 『新解さんの謎』文藝春秋 1996　のち文庫
- 『目利きのヒミツ』岩波書店 1996　のち光文社知恵の森文庫
- 『日本にある世界の名画入門 美術館がもっと楽しくなる』光文社 1996　のち知恵の森文庫
- 『ベトナム低空飛行』ビジネス社 1996
- 『トマソン大図鑑 無の巻／空の巻』筑摩書房 1996　のち文庫
- 『常識論』大和書房 1996
- 『赤瀬川原平の印象派探検』（別冊太陽）平凡社、1997
- 『金属人類学入門』日本カメラ社 1997（光文社知恵の森文庫化の際に『中古カメラの愉しみ』と改題）
- 『香港頭上観察』小学館 1997
- 『我輩は施主である』読売新聞社 1997　のち中公文庫
- 『赤瀬川原平の名画探険 フェルメールの眼』講談社 1998 - のち『[新装版] 赤瀬川原平が読み解く全作品 フェルメールの眼』として再刊
- 『赤瀬川原平の名画探険 ルソーの夢』講談社 1998
- 『老人とカメラ 散歩の愉しみ』実業之日本社 1998　のちちくま文庫
- 『困った人体』マガジンハウス 1998　のち講談社+α文庫
- 『その日の結論』日本放送出版協会 1998
- 『赤瀬川原平の名画探険 印象派の水辺』講談社 1998
- 『老人力』1-2　筑摩書房 1998-99（『老人力 全一冊』文庫）
- 『老人力のふしぎ』朝日新聞社 1998　のち文庫
- 『中古カメラ あれも欲しいこれも欲しい』筑摩書房 1999
- 『こころの話 創刊準備号』朝日出版社 1999
- 『優柔不断術』毎日新聞社 1999　のちちくま文庫
- 『老人力自慢』（編著）筑摩書房 1999
- 『奥の横道』日本経済新聞社 1999
- 『ニャーンズ・コレクション』小学館 1999
- 『わかってきました。科学の急所』講談社 2000
- 『赤瀬川原平の名画探険 広重ベスト百景』講談社 2000
- 『赤瀬川原平の今月のタイトルマッチ』ギャップ出版 2000
- 『中古カメラウィルス図鑑』小学館 2000
- 『ゼロ発信』中央公論新社 2000　のち文庫
- 『悩ましき買物』フレーベル館 2000　のち知恵の森文庫
- 『我輩は病気である』マキノ出版 2000
- 『赤瀬川原平のブータン目撃』淡交社 2000
- 『よみもの 無目的』光文社 2001
- 『地球に向けてアクセルを踏む』誠文堂新光社 2001
- 『全面自供!』松田哲夫聞き手 晶文社 2001
- 『中古カメラ大集合』筑摩書房 2001
- 『老いてはカメラにしたがえ』実業之日本社 2002
- 『猫の文明』毎日新聞社 2002
- 『路上の神々』佼成出版社 2002
- 『ケダモノ時代』毎日新聞社 2002
- 『赤瀬川原平の日本美術観察隊』其の1-2 講談社 2003
- 『ぼくの昔の東京生活』筑摩書房 2003
- 『背水の陣』日経BP社 2003
- 『新正体不明』東京書籍 2004
- 『自分の謎』毎日新聞社 2005　のちちくま文庫
- 『目玉の学校』筑摩書房・ちくまプリマー新書 2005
- 『運命の遺伝子UNA』新潮社 2005
- 『ふしぎなお金』毎日新聞社 2005 のちちくま文庫
- 『私の昭和の終わり史』河出書房新社 2006
- 『四角形の歴史』毎日新聞社 2006　のちちくま文庫
- 『中古カメラの逆襲』筑摩書房 2006
- 『祝!中古良品 アカセガワ版養生訓』ベストセラーズ 2006
- 『大和魂』新潮社 2006
- 『NHK知るを楽しむ 人生の歩き方』日本放送出版協会 2006
- 『猫から出たマコト』日本出版社 2007
- 『日本男児』文藝春秋 2007
- 『もったいない話です』筑摩書房 2007
- 『戦後腹ぺこ時代のシャッター音 岩波写真文庫再発見』岩波書店 2007
- 『昭和の玉手箱』東京書籍 2008
- 『散歩の学校』毎日新聞社 2008
- 『東京随筆』毎日新聞社 2011
- 『健康半分』デコ　2011
- 『個人美術館の愉しみ』光文社新書 2011
- 『「墓活」論』PHP研究所 2012
- 『増補 健康半分』デコ　2015（絶筆となったエッセイを収録）
- 『世の中は偶然に満ちている』赤瀬川尚子編 筑摩書房 2015
- 『妄想科学小説』河出書房新社 2015
- 『赤瀬川原平漫画大全』松田哲夫監修 河出書房新社 2015
- 『赤瀬川原平のライカもいいけど時計がほしい』シーズ・ファクトリー 2016
- 『レンズの下の聖徳太子』幻戯書房 (銀河叢書) – 2017
- 『赤瀬川原平 カメライラスト原画コレクション』玄光社– 2018
- 『1985−1990 赤瀬川原平のまなざしから』りぼん舎– 2023

#### 共著
- 『定本ハナモゲラの研究』筒井康隆, 山下洋輔, タモリ, 赤塚不二夫, 奥成達 共著　講談社 1979
- 『異次元が漏れる 偶然論講義』尾辻名義、秋山さと子対談 朝日出版社 1983
- 『宮武外骨・滑稽新聞』全6冊＋別冊 吉野孝雄共編 1985 - 87
- 『使い捨て考現学』新美康明と使い捨て考現学会 共編 実業之日本社 1987
- 『シナリオ利休』勅使河原宏共著 淡交社 1989
- 『宇宙の御言 うむ、これで解った世界の仕組み』渡辺和博 ネスコ 1989
- 『ルーヴル美術館の楽しみ方』熊瀬川紀共著 新潮社 1991
- 『こいつらが日本語をダメにした』南伸坊,ねじめ正一共著 東京書籍 1992　のちちくま文庫
- 『ライカ同盟NAGOYA大写撃!』秋山祐徳太子,高梨豊 風媒社 1996
- 『日本美術応援団』山下裕二共著 日経BP社 2000　のちちくま文庫
- 『京都、オトナの修学旅行』山下裕二 淡交社 2001　のちちくま文庫
- 『ライカ同盟パリ解放』秋山祐徳太子,高梨豊 アルファベータ 2001
- 『軽老モーロー会議中』東海林さだお 新潮社 2002
- 『雪舟応援団』山下裕二 中央公論新社 2002
- 『ライカ同盟 東京涸井戸鏡（カレイドスコープ）』秋山祐徳太子,高梨豊 アルファベータ 2002
- 『ボケかた上手』東海林さだお 新潮社 2003
- 『日本美術応援団 オトナの社会科見学』山下裕二 中央公論新社 2003　のち文庫
- 『日本美術観光団』山下裕二 朝日新聞社 2004
- 『文学校 精神科医の質問による文章読本』大平健 岩波書店 2004
- 『うまいもの・まずいもの』東海林さだお、奥本大三郎 中公文庫 2006
- 『古寺巡礼京都10 曼殊院』半田孝淳 淡光社 2007
- 『実業美術館』山下裕二共著 文藝春秋 2007
- 岩波写真文庫・復刻版　科学篇5冊、社会篇5冊 赤瀬川編 岩波書店 2007
- 『老化で遊ぼう』東海林さだお共著 新潮社 2008

### 尾辻克彦名義
- 『肌ざわり』中央公論社 1980　のち文庫、河出文庫
- 『父が消えた 五つの短篇小説』文藝春秋 1981　のち文庫、河出文庫
- 『お伽の国の社会人』PARCO出版 1981
- 『本物そっくりの夢』尾辻克彦＋赤瀬川原平共著 筑摩書房 1981
- 『整理前の玩具箱』大和書房 1982（『ピストルとマヨネーズ』と改題、中公文庫、赤瀬川名義）
- 『国旗が垂れる』中央公論社 1983
- 『吾輩は猫の友だちである』中央公論社 1983　のち文庫
- 『雪野』文藝春秋 1983
- 『シルバー・ロード』創樹社美術出版 1983
- 『明日は明日の今日がくる』廣済堂出版 1984
- 『野次馬を見た!』筑摩書房 1984
- 『超貧乏ものがたり』PHP研究所 1984
- 『超プロ野球 集中力の精神工学』朝日出版社 1985
- 『少年とグルメ』講談社 1985　のち文庫、赤瀬川名義 のち『少年と空腹　貧乏食の自叙伝』として中公文庫
- 『カメラが欲しい』新潮社 1986　のち文庫
- 『東京路上探検記』尾辻名義、イラスト担当として赤瀬川 新潮社 1986　のち文庫
- 『贋金づかい』新潮社 1988
- 『グルメに飽きたら読む本』新潮社 1989（『ごちそう探検隊』文庫、赤瀬川名義）
- 『出口』講談社 1991
- 『ぱくぱく辞典』尾辻名義、イラスト担当として赤瀬川 中央公論社 1991（『明解ぱくぱく辞典』文庫、赤瀬川名義）
- 『不思議の国の広告』日本ペンクラブ編、尾辻選、福武書店（福武文庫） 1993
- 『ライカ同盟』講談社 1994　のちちくま文庫、赤瀬川名義

### 路上観察学会名義
- 路上観察学会参照。

### 全日本満足問題研究会名義
- LPレコード『ライヴ・イン・ハトヤ』
  - 赤塚不二夫と全日本満足問題研究会（赤塚不二夫、赤瀬川原平、奥成達、高信太郎、長谷邦夫）、タモリ、山下洋輔、坂田明、小山彰太、林美雄
  - 赤瀬川は作詞を担当（歌：赤塚不二夫）。
  - のちCD化。

### CD付き絵本
- きてれつ六勇士　らくだ・こぶに（谷川雁）作、赤瀬川原平絵　ラボ教育センター「アリ・ババ」に収録　1976

### CD-ROM
- 超芸術トマソンの冒険

### ビデオ
- 紀伊國屋セミナー3 老人力VS不良中年　赤瀬川原平（演）嵐山光三郎（演） 紀伊國屋書店 1999.4

### 映画脚本
- 『利休』 監督：勅使河原宏、脚本：赤瀬川原平+勅使河原宏 1989
- 『豪姫』 監督：勅使河原宏、脚本：赤瀬川原平+勅使河原宏 1992

### ポスター・ジャケット等
- 1969年、「状況劇場」の公演「少女都市」のポスターを描く。
- 1972年、関西のロックバンドジプシーブラッドのアルバム『ろっこうおろし』のジャケットデザイン。
- 1984年、ナム・ジュン・パイク＋坂本龍一のビデオ作品『オールスタービデオ』のジャケットデザイン。

## 展覧会（回顧展）
- 戦後日本の前衛美術（グッゲンハイム美術館他巡回 1994年）に出品。
- 赤瀬川原平の冒険 脳内リゾート開発大作戦 1995年1月21日〜4月2日 名古屋市美術館
  - 連続鼎談
    - ネオ・ダダ鼎談：赤瀬川原平、吉村益信、風倉匠
    - ハイレッド・センター鼎談：赤瀬川原平、中西夏之、和泉達
    - 「千円札裁判」鼎談：赤瀬川原平、刀根康尚、川仁宏
    - 『櫻画報』鼎談：赤瀬川原平、南伸坊、松田哲夫
    - トマソン路上観察学鼎談：赤瀬川原平、藤森照信、林丈二
    - ライカ同盟鼎談：赤瀬川原平,秋山祐徳太子,高梨豊

  - 映画上映
    - 『利休』 監督：勅使河原宏、脚本：赤瀬川原平+勅使河原宏
    - 『豪姫』 監督：勅使河原宏、脚本：赤瀬川原平+勅使河原宏

  - ビデオ上映会（60年代の実験フィルム）
    - 飯村隆彦「ダダ62」
    - 城之内元晴「シェルター・プラン」
    - 赤瀬川原平「ホモロジー」ほか
- 赤瀬川原平×尾辻克彦 文学と美術の多面体展、2014年10月18日〜12月21日、町田市民文学館ことばらんど
- 赤瀬川原平の芸術原論 1960年代から現在まで、2014年10月28日〜12月23日、千葉市美術館